# Anthrax delicatula
Anthrax delicatula är en tvåvingeart som beskrevs av Walker 1849. Anthrax delicatula ingår i släktet Anthrax och familjen svävflugor. Inga underarter finns listade i Catalogue of Life.